# Radiosporten
Radiosporten är Sveriges Radios sportredaktion som sänder via radio, webb och app. Radiosporten har flera dagliga sändningar i SR P3 och P4 med korta sportuppdateringar, medan den längre sändningen, Sportextra, sänds måndag till torsdag klockan 19.00-21.40 i P4. Lördagar och söndagar sänder Radiosporten på eftermiddagar och tidiga kvällar. Det förekommer också oregelbundna sändningar, från sportevenemang som drar stor uppmärksamhet men sker utanför de oregelbundna sändningars tider. Radiosporten sänds även som webbradio med direktsända extrasändningar från svenska matcher och tävlingar i de större sporterna i Sverige.

## Historik
Redaktionen har anor sedan den svenska radions barndom och flera kända svenska sportjournalister har tjänstgjort där, bland andra Sven Jerring, Lennart Hyland, Lars-Gunnar Björklund, Bo Hansson, Tommy Engstrand, Åke Strömmer, Mats Strandberg, Björn Hellberg, Jacob Hård, Annika Greder Duncan, Björn Fagerlind, Christer Ulfbåge, Lasse Kinch, Ola Wenström, Peter Eng, Robert Perlskog, Lasse Granqvist och Tommy Åström. Första kvinnliga redaktionsmedarbetare var Mildred Eriksson 1977–1981. 1925, premiäråret för Sveriges Radio, sändes Vasaloppet av Sven Jerring.
Under vintern och våren 1925 direktsändes ett antal sportevenemang. och i augusti 1937 fick man till ett avtal om att få sända fyra fotbollslandskamper per år, oavsett spelplats.
I januari 1993 omorganiserades Sveriges Radio, och sändningarna flyttades från SR P3 till SR P4.

## Programinnehåll
Radiosportens signaturmelodi är Mucho gusto, som är komponerad av orkesterledaren Percy Faith. Galenskaparna har skrivit en svensk text till den med titeln Bara sport, men Radiosporten använder den instrumentala som signaturmelodi.
Radiosportens längre sändningar varvar sportreferat med sportresultat, reportage, krönikor och ibland gäster och lyssnartävlingar med priser. Programmen innehåller även humor och musik.
Från början spelades främst instrumental musik, medan andra ville ha mer dragspelsmusik. Framåt andra halvan av 1970-talet började man spela de senaste hitlåtarna. Artister som förknippas med Radiosporten är bland andra Ulf Lundell, Peter LeMarc, Bruce Springsteen, Tina Turner, Belinda Carlisle och Roy Orbison. Enligt Roger Burman på Radiosporten är det på grund av återkommande önskemål från lyssnare som Roy Orbisons låtar spelas ofta.

## Medarbetare
Radiosportens chef är Tobias Rosvall. Verksamma profiler på Radiosporten är (läst januari 2020): Alexander Lundholm, Andreas Matz, Bengt Skött, Christian Olsson, Dag Malmqvist, Jan Rindstig, Jonas Enarsson, Linn Nenzén, Magnus Wahlman, Malin Rimfors, Martin Marhlo, Mats Fagerström, Patric Ljunggren, Paul Zyra, Per Kahl, Peter Sundkvist, Roger Burman och Susanna Andrén. Därutöver består Radiosporten av en projekt- och planeringschef, en teknisk chef, experter inom olika sporter och idrotter samt webbredaktörer.